# Bruno Kreisky
Bruno Kreisky (Viena, 22 de enero de 1911-Viena, 29 de julio de 1990) fue un político austriaco, canciller de Austria de 1970 a 1983.

## Biografía
Hijo de un judío fabricante de prendas de vestir, a los quince años de edad se unió a la organización juvenil del Partido Socialdemócrata de Austria, y se mantuvo políticamente activo mientras estudió Derecho en la Universidad de Viena. En 1934, cuando el Partido Socialista fue prohibido por la dictadura de Engelbert Dollfuß, desarrolló su labor en la clandestinidad. Fue detenido en enero de 1935 y condenado por alta traición, pero en junio de 1936 fue puesto en libertad. En marzo de 1938 el Estado austriaco fue anexionado por la Alemania nazi, y Kreisky emigró a Suecia en septiembre, donde permaneció hasta el final de la Segunda Guerra Mundial en 1945. En 1942 se casó con Vera Fürth. 
Volvió a Austria en mayo de 1946, pero regresó a Estocolmo destinado en la legación de Austria. En 1951 se estableció en Viena, donde el presidente Federal, Theodor Körner, lo nombró asistente del jefe del Estado y asesor político. En 1953 fue nombrado subsecretario en el Departamento de Asuntos Exteriores de la Cancillería austríaca. Desde su puesto participó en 1955 en la negociación Tratado de Independencia de Austria, que puso fin a la situación transitoria de administración por las naciones vencedoras de la Guerra Mundial y estableció la neutralidad del país. 
Kreisky fue elegido para la Asamblea Federal (Parlamento), en 1956 como candidato del Partido Socialdemócrata. Al mismo tiempo se incorporó a la ejecutiva de la formación socialista junto con Bruno Pittermann, Felix Slavik y Franz Olah. Después de las elecciones de 1959, fue nombrado Ministro de Relaciones Exteriores en el gabinete de coalición del canciller Julius Raab. Desempeñó un papel destacado en la creación de la Asociación Europea de Libre Comercio, ayudando a resolver el conflicto con Italia por la zona tirolesa de Bolzano y propuso un "Plan Marshall" para los países del Tercer Mundo.
Kreisky dejó el puesto de ministro en 1966, cuando Josef Klaus ganó por mayoría absoluta las elecciones. En febrero de 1967 fue elegido presidente del Partido Socialista y en las elecciones de marzo de 1970 los socialistas ganaron por mayoría relativa, siendo elegido Kreisky Canciller del país. En octubre de 1971, renovó su mandato, pero en esta ocasión por mayoría absoluta, situación que se repitió en 1975 y 1979. Kreisky fue un gran orador, demostrándolo en los debates electorales televisados que ganó con facilidad a sus opositores.
En abril de 1983 los socialistas perdieron la mayoría absoluta en el parlamento y Kreisky se negó a formar un gobierno minoritario, renunciando. Fred Sinowatz, Ministro de Educación entonces, fue su sucesor. Enfermó en 1984 y se retiró de la política activa, falleciendo en Viena en julio de 1990.

## Canciller de Austria
Kreisky, junto a su ministro de Justicia, Christian Broda, llevó a cabo una intensa labor de reformas políticas y sociales en Austria.  Reformó el derecho de familia y el derecho penitenciario, despenalizó el aborto y la homosexualidad. Trató de cerrar la brecha entre la Iglesia católica, opuesta a muchas de esas reformas, y el Movimiento Socialista, encontrando en el entonces arzobispo de Viena, cardenal Franz König, un aliado. Durante su primera etapa de gobierno, redujo la jornada laboral a 40 horas semanales, desarrolló la nueva legislación sobre igualdad entre hombres y mujeres y reconoció a las minorías lingüísticas del país (eslovenos y croatas). Aunque con la crisis del petróleo de 1973 quiso desarrollar la industria nuclear, hubo de abandonar la idea tras perder un referéndum sobre la cuestión en 1978
Kreisky desempeñó un papel destacado en los asuntos internacionales: la promoción del diálogo norte-sur y la búsqueda de la paz y el desarrollo, trabajando junto con otros líderes socialista europeos como Willy Brandt y Olof Palme. A pesar de que el Tratado de Independencia de Austria impedía al país ingresar en la Comunidad Económica Europea, apoyó su creación. Austria se convirtió en un lugar de encuentro entre Oriente y Occidente, y Viena fue la ciudad elegida para algunas de las conversaciones entre Estados Unidos y la Unión Soviética para la limitación de armas nucleares estratégicas.

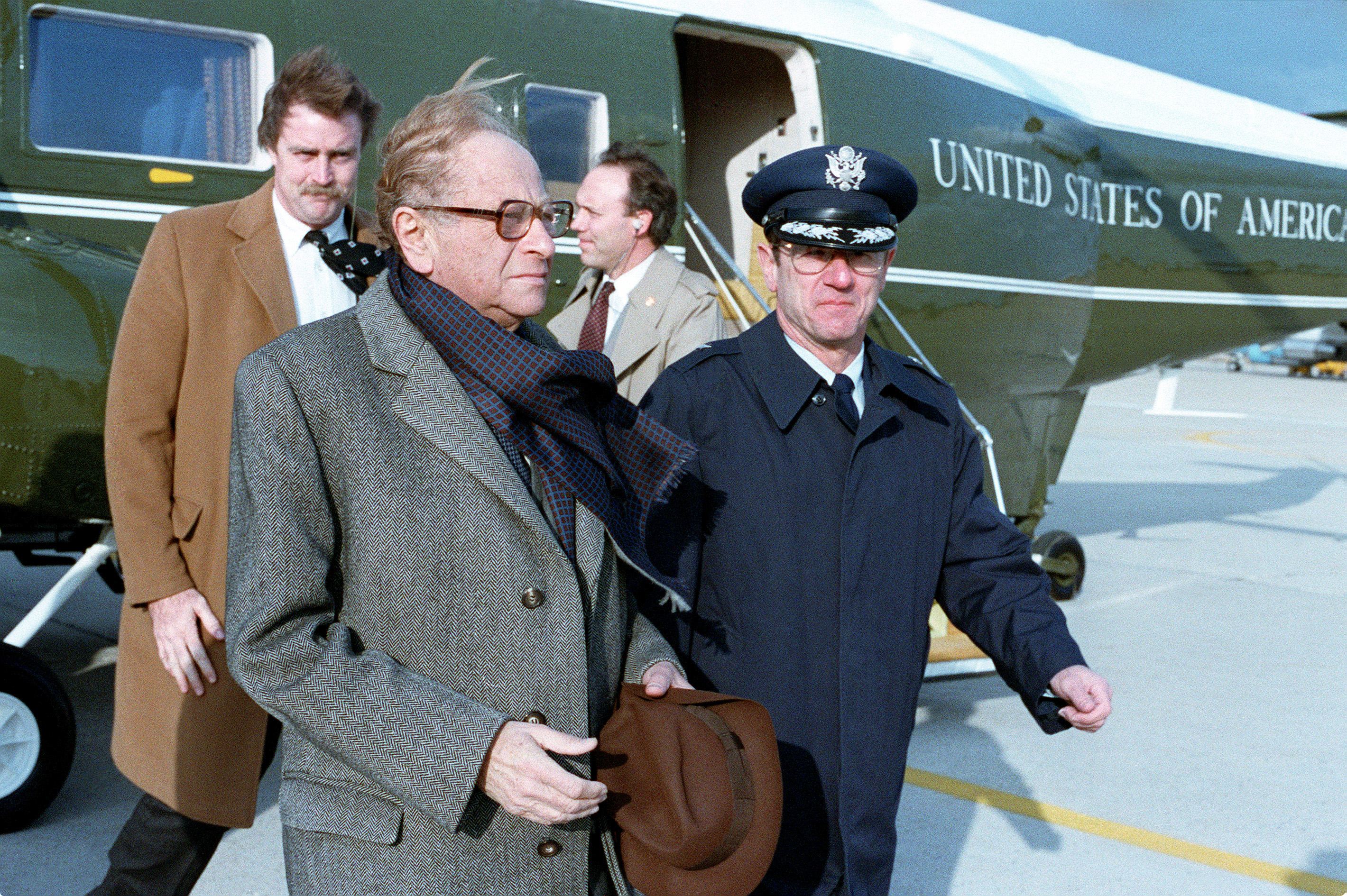
Kreisky durante una visita a Estados Unidos en 1983.

Kreisky cuestionó el sionismo como una solución a los problemas que enfrentaba el pueblo judío, afirmando que los judíos no eran un grupo étnico o una raza, sino un grupo religioso. Incluso comparó las afirmaciones de la existencia del pueblo judío como una nacionalidad distintiva con las afirmaciones nazis de una raza judía, y sugirió que tales ideas plantearon preguntas sobre la lealtad dual judía. Sin embargo, no se opuso a la existencia de Israel ni cuestionó la legitimidad del patriotismo israelí, y desarrolló relaciones amistosas con el Partido Laborista israelí y el movimiento Paz Ahora, aunque criticó duramente a la derecha israelí y al partido Likud como fascistas. Kreisky se refirió al primer ministro israelí Menachem Begin como un terrorista y tuvo una relación tormentosa con la primera ministra israelí Golda Meir, especialmente durante la toma de rehenes de 1973. Una vez dijo que era "el único político en Europa que Golda Meir no puede chantajear". Cultivó relaciones amistosas con líderes árabes como Anwar Sadat y Muammar Gaddafi, y en 1980 Austria estableció relaciones con la Organización de Liberación de Palestina. Trató de utilizar su posición como socialista judío europeo para actuar como mediador entre Israel y los árabes.
También tuvo una tensa relación con otro destacado judío austriaco, el cazanazis Simon Wiesenthal. Cuando Wiesenthal afirmó que cuatro miembros del gabinete de Kreisky formado en 1970 tenían antecedentes nazis, Kreisky dijo que Wiesenthal lanzaba al mundo la idea de que Austria era antisemita. Wiesenthal replicó que Kreisky tenía una relación perturbadora con el nazismo y el judaísmo. En cualquier caso, Kreisky favoreció el tránsito de los judíos que abandonaban la Unión Soviética para dirigirse a Israel y otros países.
Kreisky intentó ayudar a los disidentes soviéticos. En particular, en 1983 solicitó la liberación del físico soviético Yuri Orlov, pero no lo consiguió.
En 1976 se creó la Fundación Bruno Kreisky, que trata de recoger los logros más destacados en derechos humanos de la época de Kreisky como Canciller de Austria.

## Legado

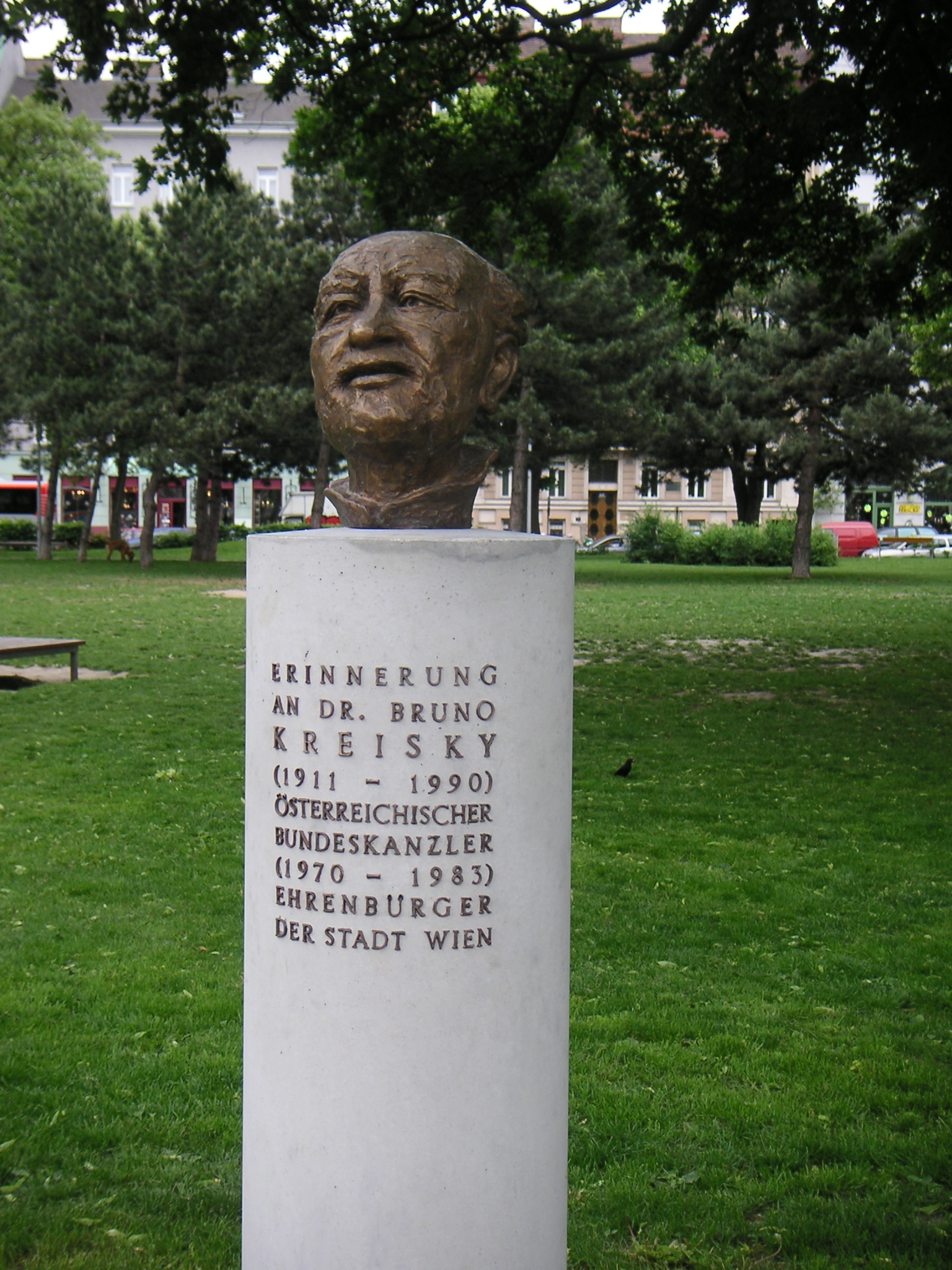
Busto de Kreisky en un parque de Viena.

En el siglo XXI, muchos de sus antiguos partidarios ven en Kreisky el último socialista de la vieja escuela, y miran atrás con nostalgia en una época en que el nivel de vida era creciente, el estado de bienestar se encontraba en pleno apogeo y cuando, por medio de programas estatales, se financiaron las políticas de promoción de igualdad de oportunidades y a los niños se les instó a permanecer en la escuela y recibir educación superior, lo que permitió una década de prosperidad y optimismo sobre el futuro. Los conservadores critican la política de gasto público deficitario de sus gobiernos, hecho muy destacado durante la campaña electoral de 1979.